# Vũng Chùa
Vũng Chùa là vũng biển nằm giữa Mũi Ông và Mũi Rồng tại khu vực bờ biển phía bắc tỉnh Quảng Bình, Việt Nam. Khu vực này còn có một số hòn đảo nhỏ gần bờ như Hòn Cỏ, Hòn La ở phía bắc và đảo Vũng Chùa (Đảo Yến) ở phía nam. Do đó, đây là một vũng biển tương đối kín gió, thích hợp cho tàu thuyền trú bão.
Tại Vũng Chùa hiện có khu bến cảng của cảng Hòn La được Bộ Giao thông vận tải quyết định lập vào năm 2008, hiện do Công ty Cảng Dịch vụ Dầu khí Tổng hợp Quảng Bình khai thác. Bên cạnh đó, từ năm 2013, khu vực Mũi Rồng là nơi an táng Đại tướng Võ Nguyên Giáp, và từ năm 2024, cũng khu vực Mũi Rồng là nơi an táng Phó Giáo sư, Tiến sĩ Đặng Bích Hà.